# Microporus (insekt)
Microporus är ett släkte av halvvingar. Microporus ingår i familjen tornbenskinnbaggar, Cydnidae.
I släktet finns i Sverige bara arten Svart sandtaggbening Microporus nigrita. I världen finns ytterligare arter varav några listas nedan.

## Övriga arter i släktet
- Microporus gestroi
- Microporus obliquus[2]
- Microporus ovatulus
- Microporus shiromai[2]
- Microporus testudinatus[2]
- Microporus thoreyi[3]

...